# Marjory Stephenson
Marjory Stephenson, MBE, FRS (Burwell, Cambridgeshire, 24 de janeiro de 1885 – Cambridge, 12 de dezembro de 1948) foi uma bioquímica britânica. Em 1945 foi uma das duas primeiras mulheres (a outra foi Kathleen Lonsdale) eleita membro da Royal Society.